# Shake it Mamma
Shake It Mamma è il terzo singolo della cantante rumena Antonia Iacobescu in collaborazione col dj rumeno Tom Boxer e pubblicato ufficialmente il 25 maggio 2010 sul canale ufficiale di quest'ultimo. Il brano di genere musica house ancora una volta vede la partecipazione in qualità di mixer del produttore e dj connazionale Tom Boxer.

## Video
Il video uscito sotto le etichette Roton e Rds Music Label è stato pubblicato il 12 luglio 2011. Esso mostra la Iacobescu che appare destreggiarsi. Ad ella si sovrappongo intervalli dove appaiono geshe con degli ombrellini.